# Tri.be
TRI.BE (en coreano: 트라이비, estilizado como TRI.BE: acrónimo de "Triangle Being") es un grupo femenino surcoreano formado en 2021. El grupo actualmente consta de seis miembros: SongSun, Kelly, HyunBin, Jia, SoEun y MiRe. Debutó en febrero de 2021 con el sencillo TRI.BE Da Loca.

## Historia

### Predebut
Songsun y Hyunbin fueron aprendices en Banana Culture, formando parte del grupo predebut Banana Culture New Kid. Songsun entrenó por ocho años, mientras que Hyunbin entrenó por tres años. Kelly fue participante en Youth With You 2 bajo la empresa Lionheart Entertainment. Sin embargo, fue eliminada en la primera ronda.

### 2021-presente: Debut con Tri.be Da Loca
El 29 de diciembre de 2020, se reveló que el productor Shisadong Tiger y Universal Music Group debutarían un nuevo grupo de chicas a principios de 2021. El 4 de enero de 2021, las cuentas oficiales en redes sociales de Tri.be lanzaron un video del logo junto con el nombre del grupo. Se confirmó más tarde que el grupo debutaría en febrero de 2021. Antes del debut, aparecieron en su primer programa de variedad en línea, "Let's Try ! Be", en Youtube, a través de Studio Lululala.
Debutaron con su primer álbum sencillo Tri.be Da Loca el 17 de febrero de 2021, con el sencillo principal "Doom Doom Ta". Ambas canciones del álbum fueron producidas por Shisadong Tiger y LE de Exid. Más tarde se anunció que el grupo firmó para promocionar en Estados Unidos bajo la subsidiaria de Universal Music, Republic Records.
El 18 de mayo, lanzaron su segundo álbum sencillo Conmigo, con el sencillo principal "Rub A Dum".
"Rub-A-Dum", la canción principal, estaría inspirada en el cuento del Flautista de Hamelín y como con su flauta, TRI.BE invitaría a la gente a unirse a ellas, bailando y jugando a los ritmos de la canción con una letra que hablaría sobre la juventud y la confianza en uno mismo.
"Veni Vidi Vici", su primer álbum, se lanzó el 12 de octubre.
"Veni Vidi Vici" es una expresión proveniente del latín que significa "vine, miré, conquisté". Con "Would you run" quisieron hacer una canción llena de ritmo para acompañar a las actuaciones de TRI.BE de "fuera de este mundo. 

## Miembros
Adaptado desde sus perfiles de Naver y su website.
- SongSun (송선)
- 🇹🇼 Kelly (켈리)
- HyunBin (현빈)
- 🇹🇼 Jia (지아)
- SoEun (소은)
- 🇯🇵 MiRe (미레)

## Colaboraciones
En 2021 hicieron una colaboración con Cartoon Network, donde ellas cantaron la intro del programa de televisión We Baby Bears
En el 2022 participaron en "Coke Studio Session", haciendo un cover de la canción "A Kind Of Magic" de Queen

## Discografía

### Miniálbumes,SingleÁlbumes
| Título                                               | Detalles del álbum |                | |
| ---------------------------------------------------- | --- | -------------- | --- |
| Título                                               | Detalles del álbum | TRI.BE Da Loca | - Lanzamiento: 17 de febrero de 2021 - Tipo De Álbum: Álbum de sencillos - Discográfica: TR Entertainment - Formato: CD, descarga digital Track listing 1. Loca 2. Doom Doom Ta (둠둠타) |
| Conmigo                                              | - Lanzamiento: 18 de mayo de 2021 - Tipo De Álbum: Álbum de sencillos - Discográfica: TR Entertainment - Formato: CD, descarga digital Track listing 1. Rub-A-Dum (러버덤) 2. Loro |                | |
| VENI VIDI VICI                                       | - Lanzamiento: 12 de octubre de 2021 - Tipo De Álbum: miniálbum (1st) - Discográfica: TR Entertainment - Formato: CD, descarga digital Track listing 1. Would You Run (우주로) 2. Lobo 3. -18 (By Rap Line: HyunBin, SoEun y MiRe) 4. Got You Back (By Vocal Line: SongSun, Kelly, JinHa y Jia) 5. True 6. Doom Doom Ta 7. Rub-A-Dum |                | |
| Santa For You                                        | - Lanzamiento: 25 de noviembre de 2021 - Tipo De Álbum: Sencillo digital - Discográfica: TR Entertainment - Formato: descarga digital Track listing 1. Santa For You 2. Santa For You (Inst.) |                | |
| The Bha Bha Song (We Baby Bears Theme)               | - Lanzamiento: 16 de diciembre de 2021 - Tipo De Álbum: Sencillo digital - Discográfica: TR Entertainment - Formato: descarga digital Track listing 1. The Bha Bha Song - We Baby Bears Theme |                | |
| The Bha Bha Song (We Baby Bears Theme Korean Ver.)   | - Lanzamiento: 16 de diciembre de 2021 - Tipo De Álbum: Sencillo digital - Discográfica: TR Entertainment - Formato: descarga digital Track listing 1. The Bha Bha Song - We Baby Bears Theme Korean Ver. |                | |
| The Bha Bha Song (We Baby Bears Theme Japanese Ver.) | - Lanzamiento: 16 de diciembre de 2021 - Tipo De Álbum: Sencillo digital - Discográfica: TR Entertainment - Formato: descarga digital Track listing 1. The Bha Bha Song - We Baby Bears Theme |                | |
| A Kind Of Magic - Coke Studio Session                | - Lanzamiento: 20 de mayo de 2022 - Tipo De Álbum: Sencillo digital - Discográfica: TR Entertainment - Formato: descarga digital Track listing 1. A Kind Of Magic - Coke Studio Session |                | |

### Sencillos (Tittle Tracks)
| Título                                   | Año     | Álbum                                    |                          |      |                |
| ---------------------------------------- | ------- | ---------------------------------------- | ------------------------ | ---- | -------------- |
| Título                                   | Año     | Álbum                                    | "Doom Doom Ta" (둠 둠타) | 2021 | TRI.BE Da Loca |
| "Rub-A-Dum" (러버덤)                     | Conmigo |                                          |                          | 2021 |                |
| "Would You Run (우주로)                  | 2021    | VENI VIDI VICI                           |                          |      |                |
| "Santa For You"                          | 2021    | Santa For You                            |                          |      |                |
| "The Bha Bha Song (We Baby Bears Theme)" | 2021    | "The Bha Bha Song (We Baby Bears Theme)" |                          |      |                |
| A Kind Of Magic - Coke Studio Session    | 2021    | "A Kind Of Magic - Coke Studio Session"  |                          |      |                |
| "Kiss"                                   | 2022    | LEVIOSA                                  |                          |      |                |
| "WE ARE YOUNG"                           | 2023    | W.A.Y                                    |                          |      |                |
| "Papa Noel"                              | 2023    | Papa Noel                                |                          |      |                |
| "Diamond"                                | 2024    | DIAMOND                                  |                          |      |                |

### Videos musicales
| Título                                   | Año  |
| ---------------------------------------- | ---- |
| "Doom Doom Ta"                           | 2021 |
| "Rub-A-Dum"                              | 2021 |
| "Would You Run"                          | 2021 |
| "The Bha Bha Song (We Baby Bears Theme)" | 2021 |
| "Kiss"                                   | 2022 |
| "WE ARE YOUNG"                           | 2023 |
| "Diamond"                                | 2024 |

## Filmografía

### Programa de reality
| Año  | Título        | Red                      | Notas              | Ref.   |
| ---- | ------------- | ------------------------ | ------------------ | ------ |
| 2021 | Let's Try! Be | Studio LuluLala, YouTube | Debut reality show | [ 11 ] |